# Tygodnik Kępiński
Tygodnik Kępiński – tygodnik społeczno-kulturalny kolportowany w powiecie kępińskim.
Pierwszy numer Tygodnika Kępińskiego ukazał się 19 grudnia 1989 roku, był wydawany przez spółkę cywilną „Camena”. W pierwszej połowie 2020 roku średni nakład (obejmujący prenumeratę) wynosił 4 tys. egzemplarzy.
Zarówno tygodnik, jak i jego dziennikarze, byli wielokrotnie nagradzani przez stowarzyszenia, instytucje samorządowe i państwowe.

## Dziennikarze tygodnika[3]
- Mirosław Łapa
- Grażyna Ganter
- Jacek Kuropka
- Magdalena Bendzińska
- Katarzyna Rybczyńska
- Paulina Przybylska-Jakubczyk
- Anna Parzonka
- Bartłomiej Steinert